# Doňov
Doňov (deutsch Donow) ist eine Gemeinde in Tschechien. Sie befindet sich 19 Kilometer nordwestlich von Jindřichův Hradec und gehört zum Okres Jindřichův Hradec.

## Geographie

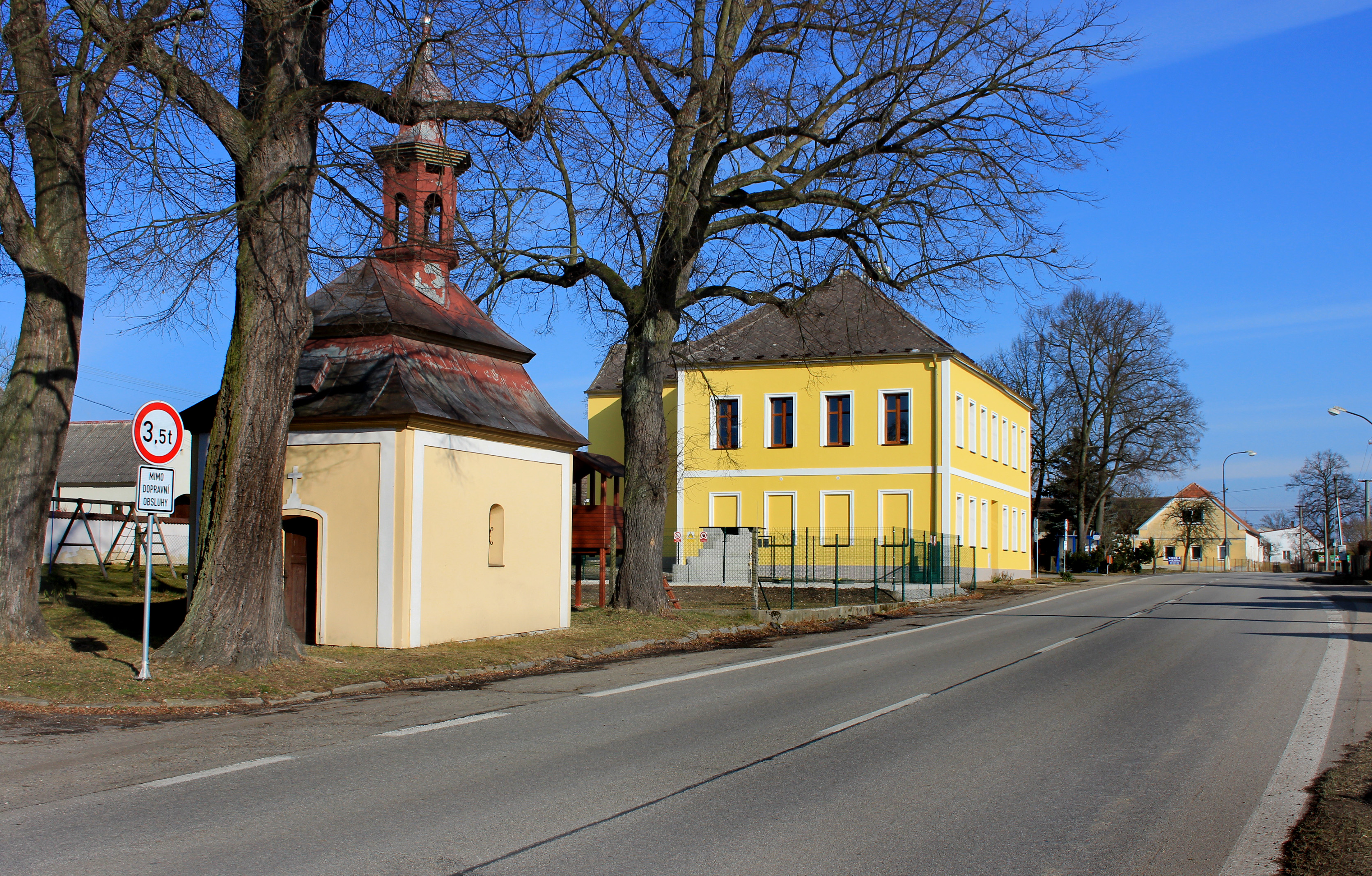
Die Hauptstraße

Doňov befindet sich am Doňovský potok in einer Teichlandschaft in Südböhmen. Südlich des Ortes liegt der 10 ha große Teich Podveský rybik. Im Südwesten verläuft die Eisenbahntrasse von Jindřichův Hradec nach Veselí nad Lužnicí, deren Haltepunkt Doňov im zwei Kilometer entfernten Záhoří liegt.
Nachbarorte sind Lžín im Nordosten, Záhoří im Osten, Pleše im Südosten, Újezdec im Süden, Zlukov im Südwesten, Řípec im Westen sowie Dráchov im Nordwesten.

## Geschichte
Doňov entstand als Einzelgehöft im Grenzwald zwischen den Chýnover und Doudlebyer Ländereien. Erstmals urkundlich erwähnt wurde der Hof im Jahre 1402, als er bei einem Tausch an das Kloster Třeboň gelangte. 1565 erwarben die Rosenberger Doňov und ab 1631 gehörte der Ort wieder zum Třeboňer Kloster. Nach dessen Säkularisation im Jahre 1783 kauften die Schwarzenberger 1787 das Dorf und hielten es bis zur Ablösung der Patrimonialherrschaften im Jahre 1848.
Nach dem Bau der Kaiserstraße von Wien nach Prag fuhren zahlreiche Postkutschen und Fuhrleute durch das Dorf, das zuvor von der Landwirtschaft gelebt hatte. Für die Reisenden entstand ein Gasthaus mit Ausspanne. Am 3. November 1887 erhielt Doňov einen Haltepunkt an der neuerbauten Eisenbahn Veselí nad Lužnicí – Havlíčkův Brod, der sich in Záhoří befindet.

## Gemeindegliederung
Für die Gemeinde Doňov sind keine Ortsteile ausgewiesen.

## Sehenswürdigkeiten
- Marienkapelle am Dorfplatz